# Marie Restitute Kafka
Marie Restitute Kafka, née le 1er mai 1894 à Husovice, près de Brünn (aujourd'hui Brno) en Moravie (actuellement République tchèque) et décédée le 30 mars 1943 à Vienne, est une religieuse franciscaine de la Charité chrétienne décapitée par les nazis.

## Biographie
En 1896, ses parents s'installent avec leurs six autres enfants à Vienne, où le père est cordonnier. Elle est vendeuse, et en 1914, entre dans la congrégation hospitalière des franciscaines de la Charité à Vienne. À sa profession religieuse, elle prend le nom de Marie Restitute et devient infirmière anesthésiste à l'hôpital de Mödling en 1919.
Après l'Anschluss en mars 1938, elle s'oppose au régime nazi, refuse d'ôter les crucifix dans son hôpital, et entre en conflit avec le chirurgien Lambert Stumfohl, partisan du nazisme qui la dénonce comme opposante. Arrêtée le Mercredi des Cendres 1942, sous le prétexte d'avoir propagé des écrits satiriques à l'encontre d'Hitler, elle est condamnée à mort le 29 octobre 1942 par le Volksgerichtshof pour « Feindbegünstigung » (collaboration avec l'ennemi) et « Vorbereitung zum Hochverrat » (préparation de haute trahison),. L'archevêque de Vienne Theodor Innitzer introduit un recours en grâce, mais seulement au bout de trois mois, et la demande tardive est rejetée par Martin Bormann. Elle est décapitée le 30 mars 1943 à la prison de Vienne. Elle est béatifiée à Vienne par le pape Jean-Paul II le 21 juin 1998.